# Márcio Rosa
Márcio Salomão Brazão Rosa, noto semplicemente come Márcio Rosa (Praia, 23 febbraio 1997), è un calciatore capoverdiano, portiere dell'Hebăr Pazardžik e della nazionale capoverdiana.

## Carriera

### Nazionale
Il 3 giugno 2018 debutta con la nazionale capoverdiana in occasione dell'amichevole vinta ai rigori contro Andorra. Il 13 novembre 2021, a tre anni di distanza, gioca da titolare l'incontro valido per le qualificazioni al Campionato mondiale di calcio 2022 vinto 2-1 contro la Rep. Centrafricana. Successivamente, è stato convocato per la Coppa delle nazioni africane 2021.

## Statistiche
Statistiche aggiornate al 12 novembre 2021.

### Cronologia presenze e reti in nazionale
| Cronologia completa delle presenze e delle reti in nazionale ― Capo Verde | Cronologia completa delle presenze e delle reti in nazionale ― Capo Verde | Cronologia completa delle presenze e delle reti in nazionale ― Capo Verde | Cronologia completa delle presenze e delle reti in nazionale ― Capo Verde | Cronologia completa delle presenze e delle reti in nazionale ― Capo Verde | Cronologia completa delle presenze e delle reti in nazionale ― Capo Verde | Cronologia completa delle presenze e delle reti in nazionale ― Capo Verde | Cronologia completa delle presenze e delle reti in nazionale ― Capo Verde |
| Data                                                                      | Città                                                                     | In casa                                                                   | Risultato                                                                 | Ospiti                                                                    | Competizione                                                              | Reti                                                                      | Note                                                                      |
| ------------------------------------------------------------------------- | ------------------------------------------------------------------------- | ------------------------------------------------------------------------- | ------------------------------------------------------------------------- | ------------------------------------------------------------------------- | ------------------------------------------------------------------------- | ------------------------------------------------------------------------- | ------------------------------------------------------------------------- |
| 3-8-2018                                                                  | Almada                                                                    | Andorra                                                                   | 0 – 0                                                                     | Capo Verde                                                                | Amichevole                                                                | -                                                                         |                                                                           |
| 13-11-2021                                                                | Mindelo                                                                   | Capo Verde                                                                | 2 – 1                                                                     | Rep. Centrafricana                                                        | Qual. Mondiali 2022                                                       | -1                                                                        |                                                                           |
| 9-1-2022                                                                  | Yaoundé                                                                   | Etiopia                                                                   | 0 – 1                                                                     | Capo Verde                                                                | Coppa d'Africa 2021 - 1º turno                                            | -                                                                         |                                                                           |
| 25-1-2022                                                                 | Bafoussam                                                                 | Senegal                                                                   | 2 – 0                                                                     | Capo Verde                                                                | Coppa d'Africa 2021 - Ottavi di finale                                    | -2                                                                        | 59’                                                                       |
| Totale                                                                    |                                                                           | Presenze                                                                  | 4                                                                         |                                                                           | Reti                                                                      | -3                                                                        |                                                                           |